# 沈阳经济技术开发区
沈阳经济技术开发区是位于中国辽宁省沈阳市的国家级经济技术开发区，位于沈阳市西南部。沈阳经济技术开发区于1988年6月22日建立，1993年4月获中华人民共和国国务院批准升格为国家级经济技术开发区。沈阳经济技术开发区总规划面积444平方公里，区内有北方重工、沈阳机床、华晨宝马、沈阳鼓风机集团、沈飞日野、华晨E2发动机、东北制药—巴斯夫、沈阳石蜡化工、沈阳可口可乐、沈阳中富包装、天利摩托、麦科特摩托等大型制造业企业。